# Руби (порноактриса)
Руби (англ. Ruby, род. 21 апреля 1972, Акрон, Огайо) — американская порноактриса, член зала славы AVN с 2008 года.

## Биография
Родилась 21 апреля 1972 года в Акроне, Огайо. В порноиндустрии дебютировала в 1996 году, в возрасте около 24 лет.
Снималась для таких студий, как Adam & Eve, Anabolic Video, Coast To Coast, Evil Angel, Legend Video, Odyssey, Sin City, Wicked Pictures, Vivid, VCA и многие другие.
В 1999 году была представлена на AVN Awards в номинации «лучшая лесбийская сцена» за роль в фильме Wicked Covergirls.
В 2007 году ушла из индустрии, снявшись в 234 фильмах. В 2008 году введена в Зал славы AVN.

## Награды и номинации
- 1999 AVN Awards — номинация в категории «лучшая лесбийская сцена» за Wicked Covergirls (вместе с Серенити)[6]
- 2008 Зал славы AVN
- 2017 Зал славы XRCO

## Личная жизнь
Замужем с 20 августа 2004 года, есть ребёнок.

## Избранная фильмография
- 1996: Profiles 8: Triple Ecstasy
- 1997: Bouncing Ruby
- 2000: Ruby’s All Night Diner
- 2002: Big Tit Squad
- 2004: Cooking with Porn Stars for the Hollidays